# Refrigeración

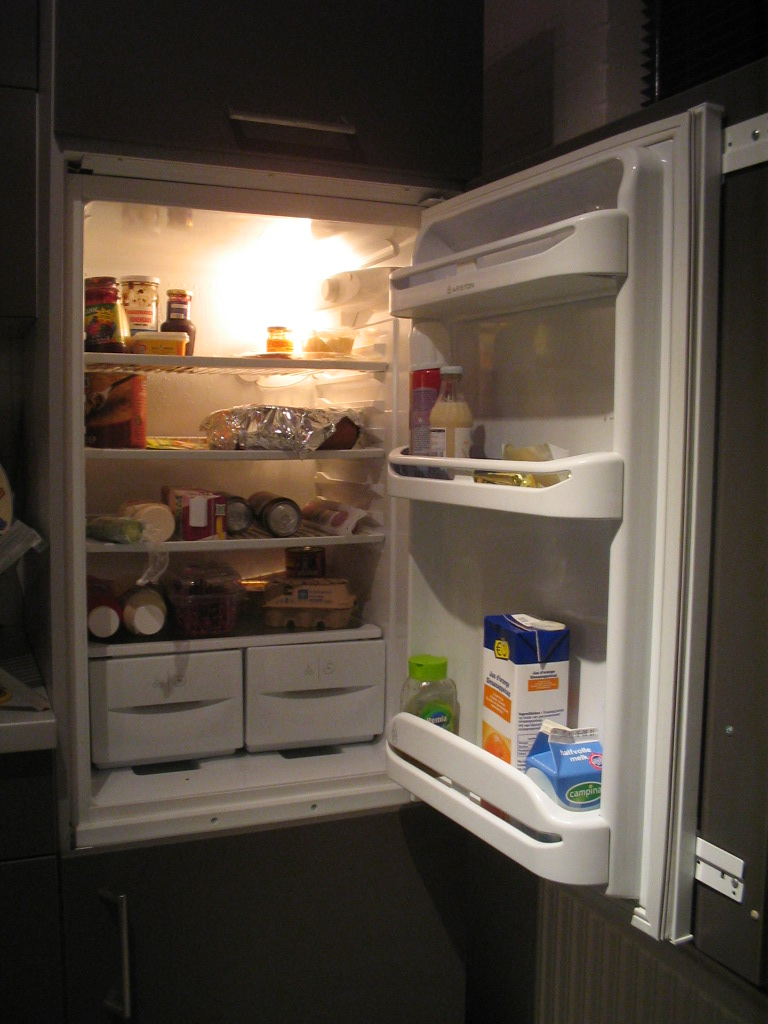
Refrigerador doméstico.

La refrigeración es un proceso que consiste en bajar o mantener el nivel de calor de un cuerpo o un espacio. Considerando que realmente el frío no existe (frío es la sensación de la pérdida de calor) y que debe de ser mayor o menor cantidad de calor o de mayor o menor nivel térmico (nivel que se mide con la temperatura), refrigerar es un proceso termodinámico en el que se extrae calor del objeto considerado (reduciendo su nivel térmico), y se lleva a otro lugar capaz de admitir esa energía térmica sin problemas o con muy pocos problemas. Los fluidos utilizados para llevar la energía calorífica de un espacio a otro, son llamados refrigerantes..

## Tipos de refrigeración
Los métodos más antiguo para enfriar son la evaporación, como en el caso del botijo (proceso adiabático); o la utilización del hielo o la nieve naturales. Para la preparación de refrescos o agua fría, se bajaba nieve de las montañas cercanas (a menudo por las noches) que se guardaba en pozos de nieve y, en las casas, en armarios aislados, que por esa razón se llamaban neveras.
También se aplicó desde muy temprano el método de refrigeración por agua sin cambio de estado, en procesos fabriles o incluso para enfriar bebidas (poniendo los envases en un pozo o en el agua del río).
En 1553, Blas de Villafranca, un médico español afincado en Roma, publicó el libro Metodo refrigerandi ex vocato sale nitro vinum aquamque ac potus quodvis aliud genus, cui accedaent va ria naturalium rerum problemata, non minus jucunda lectu, quam necesaria cognitu, en el que trata de la refrigeración del agua y el vino mediante la mezcla de sal y hielo, para bajar su temperatura de deshielo, usando por primera vez la palabra refrigerar.
En resumen, dependiendo de los fines, la refrigeración puede hacerse de varios modos:
- Mediante un fluido que lleva el calor sin cambio de fase (por ejemplo, en un motor térmico, en el que emplean como refrigerantes aire o agua)
- Aprovechando el calor de cambio de fase (calor latente) de un fluido, y esto mediante dos sistemas distintos:
  - Evaporando un fluido (normalmente agua) y disipando el vapor en el ambiente exterior (desde el botijo hasta la refrigeración de procesos fabriles, como la producción de electricidad)
  - Mediante la evaporación de un fluido en un circuito cerrado y posterior condensación, por medio de una energía externa, para repetir el ciclo (sistemas de refrigeración de espacios)[3]
- Otros métodos: como mediante una sustancia fría, antiguamente el hielo y hoy en día la criogenia, con nitrógeno líquido o mezcla de sustancias, como sal común y hielo; mediante un par termoeléctrico que genera una diferencia de temperatura.
- Por efecto magnetocalórico, posibilidad aún en investigación y sin aplicación comercial, que consiste en utilizar el efecto magnetocalórico.[4]

Por otro lado, el Protocolo de Kioto hace necesario un aumento del rigor en la aplicación y la investigación de nuevas técnicas ya que la mayoría de los sistemas de refrigeración y de aire acondicionado usan una considerable cantidad de energía y por lo tanto contribuyen ya sea directa o indirectamente al calentamiento global. 

## Aplicaciones
Las aplicaciones de refrigeración son entre muchas:
- La climatización de espacios habitados, para alcanzar un grado de confort térmico adecuado para la habitabilidad de un edificio.
- La  conservación de alimentos, medicamentos u otros productos que se degraden con el calor. Como por ejemplo la producción de hielo o nieve, la mejor conservación de órganos en medicina o el transporte de alimentos perecederos.
- Los procesos industriales que requieren reducir la temperatura de maquinarias o materiales para su correcto desarrollo. Algunos ejemplos son el mecanizado, la fabricación de plásticos, la producción de energía nuclear.
- La criogénesis o enfriamiento a muy bajas temperaturas empleada para licuar algunos gases o para algunas investigaciones científicas.
- Motores de combustión interna: en la zona de las paredes de los cilindros y en las culatas de los motores se producen temperaturas muy altas que es necesario refrigerar mediante un circuito cerrado donde una bomba envía el líquido refrigerante a las galerías que hay en el bloque motor y la culata y de allí pasa un radiador de enfriamiento y un depósito de compensación. El líquido refrigerante que se utiliza es agua destilada con unos aditivos que rebajan sensiblemente el punto de congelación para preservar al motor de sufrir averías cuando se producen temperaturas bajo cero.
- Máquinas-herramientas: las máquinas herramientas también llevan incorporado un circuito de refrigeración y lubricación para bombear el líquido refrigerante que utilizan que se llama taladrina o aceite de corte sobre el filo de la herramienta para evitar un calentamiento excesivo que la pudiese deteriorar rápidamente,
- Aparatos electrónicos: la mayoría de los aparatos electrónicos requieren refrigeración dado que como regla general se dice que por cada 10 °C se reduce la vida útil de los componentes electrónicos en la mitad, lo cual está basado en la ecuación de Arrhenius.[5]Generalmente se consigue mediante un ventilador, que hace circular el aire del local donde se sitúan, y otras veces sencillamente haciendo circular el aire por convección.

## Tipos de ciclos
El modo más utilizado para el enfriamiento artificial de espacios cerrados, se consigue mediante los métodos de compresión y de absorción. El método por compresión es el más utilizado, puesto que el método por absorción solo se suele utilizar cuando hay una fuente de calor residual o barata, como en la trigeneración.

### Ciclo ideal de refrigeración por compresión
En este ciclo de refrigeración el refrigerante se evapora y se condensa, comprimiéndolo, alternativamente para luego volver a la fase de vapor. Está compuesto por 4 procesos:
- Compresión isentrópica en un compresor.
- Disipación de calor a presión constante en un condensador.
- Estrangulamiento en un dispositivo de expansión y consiguiente evaporación.
- Absorción de calor a presión constante en un evaporador.

De acuerdo a los procesos anteriores, el refrigerante entra al compresor en el estado 1 como vapor saturado y se comprime isentrópicamente hasta la presión del condensador. La temperatura del refrigerante aumenta durante el proceso de compresión isentrópica, hasta un valor muy superior al de la temperatura del medio circundante. Después el refrigerante entra en el condensador como vapor sobrecalentado en el estado 2 y sale como líquido saturado en el estado 3, como resultado de la disipación de calor hacia el entorno. El refrigerante, como líquido saturado en el estado 3, se dilata hasta la presión del evaporador al pasar por una válvula de expansión o por un tubo capilar. La temperatura del refrigerante desciende por debajo de la temperatura del espacio refrigerado durante este proceso. El refrigerante entra en el evaporador en el estado 4 como vapor húmedo de baja calidad y se evapora por completo absorbiendo calor del espacio refrigerado. El refrigerante sale del evaporador como vapor saturado y vuelve a entrar al compresor completando el ciclo.

### Ciclo real de refrigeración por compresión de vapor
Difiere de uno ideal debido a situaciones irreversibles que ocurren en varios componentes. Dos fuentes comunes son la fricción del fluido y la transferencia de calor hacia o desde los alrededores. El proceso de compresión real incluye efectos de fricción, los cuales incrementan la entropía y la transferencia de calor lo cual puede aumentar o disminuir la entropía dependiendo de la reacción.

### Sistemas de refrigeración en cascada
Un ciclo de refrigeración en cascada consiste en efectuar el proceso de refrigeración por etapas, es decir, dos o más ciclos de refrigeración que operan en serie. En un ciclo de refrigeración de dos etapas, los ciclos se conectan por medio de un intercambiador de calor en medio, el cual sirve como evaporador para el ciclo superior y como condensador en el ciclo inferior. Suponiendo que el intercambiador de calor está bien aislado y que las energías cinéticas y potenciales son despreciables, la transferencia de calor del fluido en el ciclo inferior debe ser igual a la transferencia de calor del fluido en el ciclo superior. En el sistema de cascada los refrigerantes en ambos ciclos se suponen iguales.

### Sistemas de refrigeración por compresión de múltiples etapas
Cuando el fluido utilizado por todo el sistema de refrigeración en cascada es el mismo, el intercambiador de calor se puede sustituir por una cámara de mezclado puesto que tiene las mejores características de transferencia de calor. A dichos sistemas se les denomina sistemas de refrigeración por compresión de múltiples etapas. El proceso de compresión en este sistema es similar a una compresión de dos etapas, entonces el trabajo del compresor disminuye.
Existen esencialmente dos formas de hacer un sistema de múltiples etapas. La separación de vapor flash y el uso de un tanque intercooler. Para cualquiera de estos métodos se requiere un tanque a una presión intermedia entre la de evaporación y condensación. La separación de vapor flash se realiza cuando, a una presión intermedia, luego de tener el refrigerante expandido, se separa el vapor y el líquido, comprimiendo el gas directamente a la alta presión y expandiendo el líquido para que circule por el evaporador. En este caso, se usan dos compresores, uno que lleva el refrigerante evaporado a presión de alta y otro que lleva el vapor flash a presión de alta.
El sistema del intercooler es similar, a una presión intermedia se tiene un tanque donde se almacena refrigerante, se toma líquido desde la parte inferior y este se expande y va al evaporador, luego una vez evaporado se comprime a presión intermedia y se hace burbujear la mezcla o el gas en el interior del líquido del tanque intercooler. En ambos casos se toma el gas saturado a presión intermedia y se comprime a presión de condensación. Aquí también se usan dos compresores, un booster que lleva el refrigerante evaporado a presión media y otro que lleva el vapor del tanque a presión de alta. 
Estos son solo dos conceptos que se usan para describir los distintos procespos del refrigerante, en instalaciones de refrigeración real, se usan ambos al mismo tiempo.

### Sistemas de refrigeración de usos múltiples con un solo compresor
Algunas aplicaciones requieren refrigeración a más de una temperatura. Esto puede lograse con una válvula de estrangulamiento independiente y un compresor por separado para cada evaporador que opere a temperaturas diferentes, sin embargo un modelo más práctico es enviar todos lo flujos de salida de los evaporadores a un solo compresor y dejar que este maneje el proceso de compresión para el sistema completo.

### Sistemas de refrigeración por absorción
Otra forma de refrigeración cuando se tiene una fuente de energía térmica barata a unas temperaturas entre 80 y 200 °C es la refrigeración por absorción. El principio de funcionamiento es semejante al ciclo de compresión: el refrigerante absorbe calor al evaporarse y después se condensa para recomenzar el ciclo, pero la diferencia estriba en que en vez de un compresor, como su nombre indica, en estos sistemas de refrigeración el ciclo se cierra mediante la absorción del refrigerante por un medio de transporte (o absorbente) y posterior separación de la disolución por medio del calor para recomenzar el ciclo. Los ciclos de refrigeración por absorción frecuentes son:
- Amoniaco-agua, donde el amoniaco (NH3) sirve como refrigerante y el agua (H2O) es el absorbente.[9]
- Agua-bromuro de litio, donde el agua (H2O) sirve como refrigerante y el bromuro de litio (LiBr) como absorbente, siendo este sistema el que mejores rendimientos tiene, aunque tiene el inconveniente de que no puede funcionar a menos de 0 °C (temperatura de congelación del agua, el refrigerante), lo que no obsta para los sistemas de refrigeración de espacios habitados.

## Aparatos de refrigeración
- Equipos de refrigeración
- Refrigeración por compresión
- Refrigeración por absorción
- Termostato

### Términos relacionados con la refrigeración
- Taladrina
- Líquido refrigerante
- Aceite de corte
- Cero absoluto
- Líquido anticongelante